# Ameridion clemens
Ameridion clemens là một loài nhện trong họ Theridiidae.
Loài này thuộc chi Ameridion. Ameridion clemens được Herbert Walter Levi miêu tả năm 1959.